# Egon Mosche
Egon Mosche, slovenski avstro-ogrski častnik in esperantist, * 21. marec 1873, Ljubljana, Slovenija, † 13. avgust 1905, Rosario de Santa Fé (Argentina).

## Življenje in delo
Njegovo krstno ime je bilo Eugen Maria Veith Alfons. Njegovi materi Ani Grumnik-Scribe, ki je umrla kmalu po njegovem rojstvu, je pisal verze Lovro Toman, njegov oče Alfons,  ki je bil pravnik in politik, pa se je v času šolanja v Zagrebu družil z Avgustom Šenoo. Egon je imel polsestro Vero (poročena Valenta) in polbrata Ericha. Gimnazijo je obiskoval v Ljubljani in v Kremsmünstru, od leta 1891 do 1894 pa se je šolal na tehnični akademiji na Dunaju in  1. septembra 1894 dosegel čin poročnika. Njegov prijatelj je bil pisatelj Alexander Roda Roda. Govoril je nemško, slovensko, francosko in angleško.
Prvo službo je dobil leta 1894 v 38. artilerijskem regimentu v Osijeku. Zaradi pretepa je izgubil čin in bil premeščen v 5. korpusni artilerijski polk kot nižji topničar. Leta 1896 je bil premeščen v Bratislavo, kjer je zapustil vojaško službo. 31. oktobra 1898 je iz Trsta odplul v Transvaal v Južni Afriki, kjer je opravljal različne službe.  V Domu in svetu je objavil serijo šestih člankov o tem popotovanju pod naslovom Črtice s potovanja v Afriko, v Slovenskem narodu pa podlistek v nadaljevanjih Vojna v Južni Afriki. Da bi opral svojo vojaško čast in ponovno pridobil čin, se je ob začetku burske vojne proti Britancem pridružil Burom. Britanci so ga ujeli in z ladjo deportirali v Vlissingen na Nizozemskem, kjer so ga izpustili. Od tam se je z vlakom vrnil domov na Bled. 
22. septembra 1900 je imel v Ljubljani predavanje o burski vojni. Leta 1902 je kot oficir vstopil v čilsko armado. Potem pa je verjetno armado zapustil in delal kot rudarski inženir. Umrl je leta 1905 v angleško-nemški bolnišnici v mestu Rosario de Santa Fé (Argentina).
Velja za prvega slovenskega esperantista. Za esperanto ga je verjetno zainteresirala učiteljica francoščine in nemščine v Donjem gradu Marija Pilepić, katera velja za prvo hrvaško esperantistkinjo. Da je Egon sploh bil esperantist, vemo le z 17-ega svetovnega adresarja esperantistov za period 1895 - 1987.